# Dacnusa mara
Dacnusa mara är en stekelart som först beskrevs av Nixon 1948.  Dacnusa mara ingår i släktet Dacnusa och familjen bracksteklar. Inga underarter finns listade i Catalogue of Life.